# Хаскала
Хаскала (хебр. השכלה, образовање, просвећење) је назив је јеврејско просветитељство крајем 18. века и у 19. веку.
Своје порекло хаскала је имала у јеврејском грађанству Берлина, која је била под утицају француског просветитељства и која је страховала од даље изолације Јевреја наочи историјских и економских промена. Имала је важну улогу у посредовању између хришћанске већине и јеврејске мањине у Европи.
Главни циљеви били су секуларизација, дакле одвајање државе и религије, и отварање јудаизма у хришћанску већину институционелним контактима и приближавањем јудаистичкој религији. Међутим, тиме су настали и конфликти са традиционалним јудаизмом и подела на либерални односно реформистички јудаизам са једне и ортодоксни јудаизам са друге стране. 
Са буржуаском револуцијом у Европи била је повезана нада у еманципацију Јевреја, истовременом настао је модерни антисемитизам.